# 75 (getal)
75 (vijfenzeventig) is het natuurlijke getal volgend op 74 en voorafgaand aan 76.
In de Franse taal (vooral in Frankrijk) is het getal 75 samengesteld uit meerdere telwoorden: soixante-quinze (60+15). Andere Franstaligen, zoals de Belgen en de Zwitsers, gebruiken: septante cinq.

## In de wiskunde
- Vijfenzeventig is een negenhoeksgetal.
- Het is een Keithgetal.

## Overig
vijfenzeventig is ook:
- Het jaar A.D. 75 en 1975.
- Het atoomnummer van het scheikundige element Renium (Re).